# Schizostachyum grande
Schizostachyum grande är en gräsart som beskrevs av Henry Nicholas Ridley. Schizostachyum grande ingår i släktet Schizostachyum och familjen gräs. Inga underarter finns listade i Catalogue of Life.